# Lynn Fontanne
Lynn Fontanne (6 de dezembro de 1887 – 30 de julho de 1983) foi uma atriz nascida no Reino Unido que se tornou uma estrela nos Estados Unidos durante 40 anos, e junto a seu marido Alfred Lunt foi parte do mais aclamado time de atores da história do teatro americano.